# Harry Mallin
Henry William „Harry” Mallin (ur. 1 czerwca 1892 w Londynie, zm. 8 listopada 1969 w Londynie, w dzielnicy Lewisham) – angielski bokser, dwukrotny mistrz olimpijski.
Walczył w wadze średniej. Jako pierwszy bokser w historii obronił tytuł mistrza olimpijskiego. Najpierw zdobył złoty medal na Igrzyskach w Antwerpii w 1920, a następnie w Paryżu w 1924.
Podczas tych ostatnich igrzysk doszło do niecodziennej sytuacji. Mallin walczył z reprezentantem gospodarzy Rogerem Brousse. Po walce zgłosił, że został pogryziony przez rywala. W międzyczasie ogłoszono zwycięstwo Brousse'a, ale po przeprowadzeniu badania medycznego, które potwierdziło prawdziwość skargi Mallina, Brousse został zdyskwalifikowany, a Mallin dopuszczony do dalszych walk.
Mallin pięciokrotnie zdobywał amatorskie mistrzostwo Wielkiej Brytanii (w latach 1919–1923). Zakończył karierę amatorską niepokonany. Nigdy nie przeszedł na zawodowstwo.